# Inspiration (recirculator)
Aparatul recirculator Inspiration este un aparat în circuit închis produs de firma Ambient Pressure Diving din Marea Britanie. 

Prima variantă a apărut în anul 1996, urmată apoi în anul 2005 de două variante mai perfecționate, Inspiration Vision și Evolution Vision.

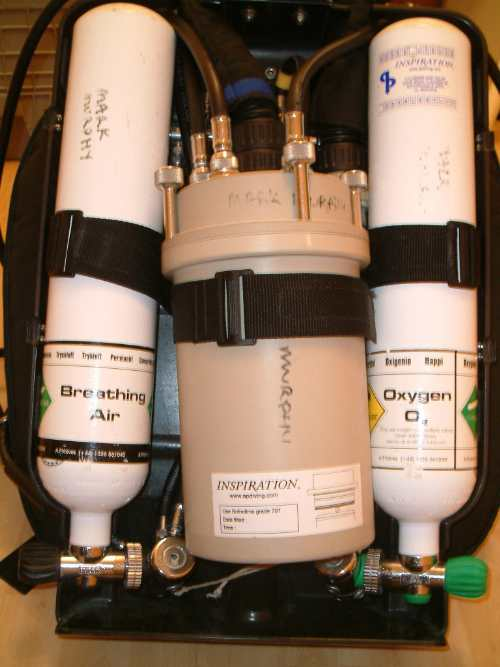
Buteliile cu diluant şi oxigen ale recirculatorului Inspiration

Aparatele recirculatoare Inspiration și Evolution sunt cele mai răspândite recirculatoare special concepute pentru scufundări cu caracter civil (scufundare în peșteri, scufundare la epave, explorare), estimându-se un număr de peste 5000 de modele aflate în folosință.

De asemenea, Inspiration este și primul aparat recirculator ce a primit certificare CE (EN 14143, EN 61508).
Aparatele sunt prevăzute cu trei senzori electrochimici model Vision, pentru monitorizarea presiunii parțiale de oxigen (PPO2), precum și cu un calculator Vision ce afișează o gamă largă de informații asupra aparatului și parametrii de scufundare, inclusiv decompresia în apă și intervalul la suprafață.

În caz de urgență, scafandrul poate comuta imediat pe circuit deschis, alimentarea cu amestec respirator făcându-se direct din piesa bucală prin intermediul detentorului treapta a II-a incorporat.
Furnizarea amestecului respirator se face automat prin intermediul unei supape automate de injecție ce compensează compresia sacului respirator din timpul coborârii în funcție de adâncime. 

Pe piesa bucală este montat un afișaj electronic astfel că scafandrul poate monitoriza în orice moment informații critice asupra scufundării (presiune parțială O2, decompresie, adâncime etc.)
Inspiration și Evolution folosesc ca diluant aer comprimat, amestec Heliox sau Trimix.

Presiunea parțială de oxigen este setată la suprafață la valoarea de 0,7 bar iar în timpul coborârii este setată de către scafandru la 1,3 bar.

## Date tehnice
Aparatele Inspiration și Evolution au date tehnice comune cu excepția dimensiunilor și a greutății care este în funcție de mărimea canistrei cu absobant de CO2.
- Adâncime maximă: Aer: 40 m; Heliox:100 m; Trimix: 110 m
- Temperatura apei optimă: 4...320C
- Dimensiuni: Inspiration: 650 x 450 x 350mm/Evolution: 480 x 410 x 350 mm
- Greutate: Inspiration: 29,5 kg/Evolution: 24,7 kg
- Volum sac respirator:  14 l
- Butelii: 2 butelii din oțel cu oxigen și diluant (capacitate butelie cu diluant: 538 l).
- Capacitate canistră cu epurator : Inspiration: 2,45 kg Sofnolime/Evolution: 2,1 kg Sofnolime

(consola de monitorizare Vision este prevăzută și cu un senzor de căldură pentru măsurarea consumului de absorbant)   
- Baterii: Fujitsu Lithium 6 volt, tip CRP2
- Precizia consolei electronice Vision: ± 0.05 bar
- Valori de setare PPO2: minim: 0,5...0,9 bar; maxim: 0,9...1,5 bar
- Valori avertizare PPO2: 0,4...1,6 bar
- Altitudine: 650...1080 mbar
- Calculatorul de scufundare Vision poate afișa informații in mai multe limbi: Engleză, Germană, Olandeză, Italiană, Spaniolă, Franceză, Portugheză, Cehă și Daneză